# سرخیو اینسز
سرخیو اینسز (انگلیسی: Sergio Arenas؛ زادهٔ ۱۱ مارس ۱۹۸۹) بازیکن فوتبال اهل اسپانیا است.
از باشگاه‌هایی که در آن بازی کرده‌است می‌توان به باشگاه فوتبال آلباسته بالومپیه اشاره کرد.